# 四氢叶酸
四氢叶酸（简称为THF）是叶酸的一种还原型衍生物，由二氢叶酸还原酶还原二氢叶酸得到的一种辅酶。这种辅酶在转移一碳化合物的过程中起重要作用。